# Arjonilla
Arjonilla es una localidad y municipio español situado en la parte centro-sur de la comarca de la Campiña de Jaén, en la provincia de Jaén. Limita con los municipios de Marmolejo, Andújar y Arjona. Otras localidades cercanas son Lopera y Lahiguera. Por su término discurre el río Salado.
Entre los siglos XIV-XV tuvo lugar en el castillo de Arjonilla el episodio de los famosos amores imposibles y desgraciados de Macías y Elvira, que inspiraron obras de Lope de Vega y Mariano José de Larra; en este último autor, la obra de «El Doncel don Enrique el Doliente». Macías el Enamorado vivió encarcelado en su torre del homenaje y murió asesinado.

## Historia
Arjonilla está enclavada en una zona arqueológica de primer nivel, cuna de la civilización íbera. Prueba de ello son los múltiples asentamientos íberos y núcleos funerarios, como el cercano Cerro Venate.
Las villas de Arjona y Arjonilla, en la etapa medieval, estuvieron muy ligadas a la Orden de Calatrava en la zona, desde que Fernando III, en 1228, otorga a la Orden las fortaleza de Martos con todos sus términos, incluidas las villas de Porcuna y Vívoras, si como veinte yugadas de heredad en la villa de Arjona.
Sin embargo, la toma de Arjona no se produjo hasta 1244, año en el que la villa se encontraba totalmente rodeada por territorio cristiano tras la toma de Porcuna en 1240. En principio la Arjona fue realenga, hasta que en 1254 Alfonso X la otorga al Consejo de Jaén junto con Porcuna.
En 1282 Sancho IV revocó esta concesión hecha por su padre y Arjona pasó de nuevo a convertirse en realengo, aunque la localidad de Arjonilla fue entregada al archidiácono de Úbeda, Gonzalo Pérez, formando un señorío que duró tan sólo hasta 1331, año en el que la localidad fue vendida por el propio arcediano a la villa de Arjona por ocho mil maravedís y doscientos cahíces de sal.
En 1371 y 1390 la independencia del consejo de Arjona es ratificada por los monarcas castellanos Enrique II y Enrique III. A pesar de esto, a principios del siglo XV, el propio Enrique III, bien Juan II, entregó la villa de Arjona al condestable de Castilla Ruy López Dávalos por sus méritos. La figura del condestable caerá en desgracia y antes de su muerte en 1423 Juan II repartirá sus posesiones otorgando Arjona junto el título de Duque a Fadrique Enríquez de Castilla. Este fue el primer ducado concedido en Castilla. La concesión incluía las villas de Jimena, Recena, Ibros, La Figuera y otras.
Fadrique jugó entre los intereses del monarca castellano Juan II y de los Infantes de Aragón hasta que en 1429 jugó la baza definitiva de los infantes intentando capturar a Enrique heredero al trono de Castilla. Su tentativa fracasó y en 1430 fue apresado y muerto por Juan II. Las posesiones de la villa de Arjona y el lugar de Arjonilla pasaron a Fadrique de Luna. Éste era hijo de Martín el Joven aspirante a la corona de Aragón, por lo que huyó a Castilla perseguido por el rey Alfonso V el Magnánimo en 1430. No tardará mucho en caer en desgracia y en 1434 fue apresado por Juan II y sus posesiones de Arjona y Arjonilla pasaron al nuevo condestable de Castilla, Álvaro de Luna.
No tardó la villa de Arjona en cambiar de manos y en ese mismo año fue permutada por la villa de Maqueda y el castillo y la aldea de San Silvestre, que estaban en manos de Luis González de Guzmán, maestre de la Orden de Calatrava. Pero el rey Juan II de Castilla obligó a la Orden de Calatrava reconstruir y defender el castillo por Real Orden en 1434.
Finalmente, en 1553 Carlos I concedió el título de villa y la independencia jurisdiccional a Arjonilla, llegándose a un largo litigio por el deslinde territorial con Arjona.
Durante el siglo XVIII la villa participó en la Guerra de Sucesión con la aportación de cuarenta hombres a favor del bando de Felipe V. También tuvo protagonismo la zona en la Guerra de la Independencia, ya en el siglo XIX, al producirse una escaramuza en Amarguillos contra los franceses. La actividad industrial comenzó en Arjonilla a principios del siglo XX, favorecida por la llegada del ferrocarril —la población llegó a contar con una estación de ferrocarril propia—.

## Geografía
Arjonilla se encuentra 53 km al noroeste de la ciudad de Jaén, capital de la provincia. Es parte de la comarca de la Campiña jienense. Limita con los términos municipales de Arjona, Andújar, Marmolejo.

## Demografía
Cuenta con una población de 3531 habitantes (INE 2024).
| Gráfica de evolución demográfica de Arjonilla entre 1842 y 2021                                                       |
| |
| Población de derecho según los censos de población del INE. Población de hecho según los censos de población del INE. |

## Administración y política

### Elecciones municipales
| Elecciones municipales desde 1979                      |      |      |      |      |      |      |      |      |      |      |      |      |
|                                                        | 1979 | 1983 | 1987 | 1991 | 1995 | 1999 | 2003 | 2007 | 2011 | 2015 | 2019 | 2023 |
| C's                                                    | -    | -    | -    | -    | -    | -    | -    | -    | -    | -    | 5    | 6    |
| PAR                                                    | -    | -    | -    | -    | -    | -    | -    | -    | -    | -    | 3    | 3    |
| PSOE                                                   | 5    | 7    | 8    | 9    | 8    | 7    | 5    | 6    | 3    | 3    | 3    | 2    |
| AP/PP                                                  | -    | 4    | 2    | 2    | 3    | 3    | 3    | 1    | 1    | 0    | 0    | 0    |
| PCE/IU                                                 | 1    | 0    | 0    | 0    | 0    | 1    | 0    | 0    | 0    | 0    | -    | -    |
| UCD/CDS                                                | 4    | -    | 1    | -    | -    | -    | -    | -    | -    | -    | -    | -    |
| AE                                                     | 1    | -    | -    | -    | -    | -    | -    | -    | -    | -    | -    | -    |
| PA/PSA                                                 | -    | -    | -    | -    | -    | -    | 3    | 4    | 7    | 8    | -    | -    |
| En negrita el partido más votado                       |      |      |      |      |      |      |      |      |      |      |      |      |
| Fuente: Datos de las elecciones municipales desde 1979 |      |      |      |      |      |      |      |      |      |      |      |      |

### Alcaldía
| Periodo   | Nombre                                               | Partido    |
| --------- | ---------------------------------------------------- | ---------- |
| 1979-1983 | Ildefonso Carmona Bejarano 1980: Pedro Carmona Úbeda | PSOE       |
| 1983-1987 | Pedro Carmona Úbeda                                  | PSOE       |
| 1987-1991 | Pedro Carmona Úbeda                                  | PSOE       |
| 1991-1995 | Pedro Carmona Úbeda                                  | PSOE       |
| 1995-1999 | Pedro Carmona Úbeda 1995: Miguel Zafra Expósito      | PSOE       |
| 1999-2003 | Pedro Carmona Úbeda                                  | PSOE       |
| 2003-2007 | Pedro Carmona Úbeda                                  | PSOE       |
| 2007-2011 | Miguel Zafra Expósito                                | PSOE       |
| 2011-2015 | Miguel Ángel Carmona Carmona                         | PA         |
| 2015-2019 | Miguel Ángel Carmona Carmona                         | PA         |
| 2019-2023 | Miguel Ángel Carmona Carmona                         | Ciudadanos |
| 2023-act. | Luis Miguel Carmona Maroto                           | Ciudadanos |

## Economía
La principal fuente de ingresos es la recolección de la aceituna y producción de aceite de oliva, así como la alfarería.

### Evolución de la deuda viva municipal
El concepto de deuda viva contempla sólo las deudas con cajas y bancos relativas a créditos financieros, valores de renta fija y préstamos o créditos transferidos a terceros, excluyéndose, por tanto, la deuda comercial.
| Gráfica de evolución de la deuda viva del Ayuntamiento de Arjonilla entre 2008 y 2023                |
| |
| Deuda viva del Ayuntamiento de Arjonilla, en miles de euros, según datos del Ministerio de Hacienda. |

## Cultura

### Patrimonio
Entre el patrimonio cultural de municipio destaca el Castillo de Macías, el Enamorado, construida la torre del homenaje en el siglo XIII y el recinto en el siglo XV sobre una fortaleza árabe del siglo VIII, toma su nombre del hecho legendario ocurrido en su torre. Hernán Pérez atravesó con una lanza a Macías tras intentar huir con su amada esposa. De este castillo se conserva el torreón y lienzos de muros.
La glesia de la Encarnación es una construcción gótica del siglo XVI. En su interior se puede apreciar un retablo con esculturas de Gaspar Becerra.
Y la Ermita de Jesús, con la fachada del siglo XVIII que está realizada en ladrillo. En su interior destaca el camarín de Jesús con pinturas del siglo XVIII en la bóveda.

### Fiestas
La feria de San Roque se celebra entre la segunda y tercera semana de agosto, y el día de la Virgen de las Batallas tiene lugar el segundo domingo de octubre.
De su Semana Santa sobresalen los pregones que tienen lugar en las primeras horas del Viernes Santo dentro del Sermón de las Siete Palabras, antiguamente llamado Sermón de Madrugada por las horas en las que se celebra, y donde se canta la "Confortación del Ángel", "La Sentencia de Pilato" y la "Voz del Ángel". Emotivo es igualmente el desenclavamiento de la imagen de Cristo muerto que llevan a cabo los hermanos de la cofradía de Nuestro Padre Jesús Nazareno.